# ويل ستيوارت
ويل ستيوارت (بالإنجليزية: William Stewart)‏ هو قسيس بريطاني، ولد في 19 سبتمبر 1943، وتوفي في 24 مارس 1998.